# جورج سميث (لاعب كريكت)
جورج سميث (بالإنجليزية: George Smith)‏ (22 يوليو 1855 في أستراليا - 7 أبريل 1897 في أستراليا) هو لاعب كريكت أسترالي. لعب مع فريق فكتوريا للكريكت.

## وصلات خارجية
- جورج سميث على موقع إي آس بي آن كريك إنفو (الإنجليزية)